# South Hill (Virginia)
South Hill es un pueblo situado en el condado de Mecklenburg, Virginia  (Estados Unidos). Según el censo de 2010 tenía una población de 4.650 habitantes.

## Demografía
Según el censo del 2000, South Hill tenía 4.403 habitantes, 1.809 viviendas, y 1.190 familias. La densidad de población era de 269 habitantes por km².
De las 1.809 viviendas en un 27,8%  vivían niños de menos de 18 años, en un 43,7%  vivían parejas casadas, en un 18,6% mujeres solteras, y en un 34,2% no eran unidades familiares. En el 30% de las viviendas  vivían personas solas el 13,8% de las cuales correspondía a personas de 65 años o más que vivían solas. El número medio de personas viviendo en cada vivienda era de 2,33 y el número medio de personas que vivían en cada familia era de 2,88.
Por edades la población se repartía de la siguiente manera: un 23,2% tenía menos de 18 años, un 7,6% entre 18 y 24, un 26,3% entre 25 y 44, un 23% de 45 a 60 y un 19,9% 65 años o más.
La edad media era de 40 años.  Por cada 100 mujeres de 18 o más años  había 70,5 hombres.
La renta media por vivienda era de 31.078$ y la renta mediana por familia de 38.156$. Los hombres tenían una renta media de 30.128$ mientras que las mujeres 21.996$. La renta per cápita de la población era de 19.319$. En torno al 14,3% de las familias y el 18,8% de la población estaban por debajo del umbral de pobreza.

## Localidades adyacentes
El siguiente diagrama muestra a las localidades más próximas a South Hill.